# Joint Army/Navy Phonetic Alphabet
Le Joint Army/Navy Phonetic Alphabet (JAN) est un alphabet radio mis en service en 1941 et utilisé par toutes les composantes des forces armées des États-Unis jusqu'à la mise en service de l'alphabet phonétique de l'OTAN en 1956. Avant l'usage de cet alphabet, chaque composante utilise son alphabet radio, ce qui a provoqué des difficultés de communications.
L'Armée de terre des États-Unis, les forces armées britanniques et l'armée canadienne utilisent cet alphabet à partir de 1943, mais en remplaçant « Sail » par « Sugar ».
Le JAN est utilisé pour nommer les tempêtes tropicales dans l'océan Atlantique de 1950 à 1952, avant d'être remplacé par un système où des prénoms féminins sont utilisés.
| Symbole | Phonétique | Symbole | Phonétique | Symbole | Phonétique |
| ------- | ---------- | ------- | ---------- | ------- | ---------- |
| A       | Able       | M       | Mike       | Y       | Yoke       |
| B       | Baker      | N       | Nan        | Z       | Zebra      |
| C       | Charlie    | O       | Oboe       | 0       | Zero       |
| D       | Dog        | P       | Peter      | 1       | One        |
| E       | Easy       | Q       | Queen      | 2       | Two        |
| F       | Fox        | R       | Roger      | 3       | Three      |
| G       | George     | S       | Sail/Sugar | 4       | Four       |
| H       | How        | T       | Tare       | 5       | Five       |
| I       | Item       | U       | Uncle      | 6       | Six        |
| J       | Jig        | V       | Victor     | 7       | Seven      |
| K       | King       | W       | William    | 8       | Eight      |
| L       | Love       | X       | X-ray      | 9       | Nine       |